# Karbol-Champignon
Der Karbol-Champignon (Agaricus xanthodermus), auch Gift-Egerling oder Karbol-Egerling genannt, ist eine giftige Pilzart aus der Familie der Champignonverwandten, der essbaren Champignons sehr ähnlich sieht. Er kommt zudem im selben Terrain vor wie der Wiesen-Champignon, riecht aber unangenehm nach Phenol (veraltet „Karbol“). Der Name Tinten-Egerling kommt von der ähnlich riechenden Eisengallustinte.

## Merkmale

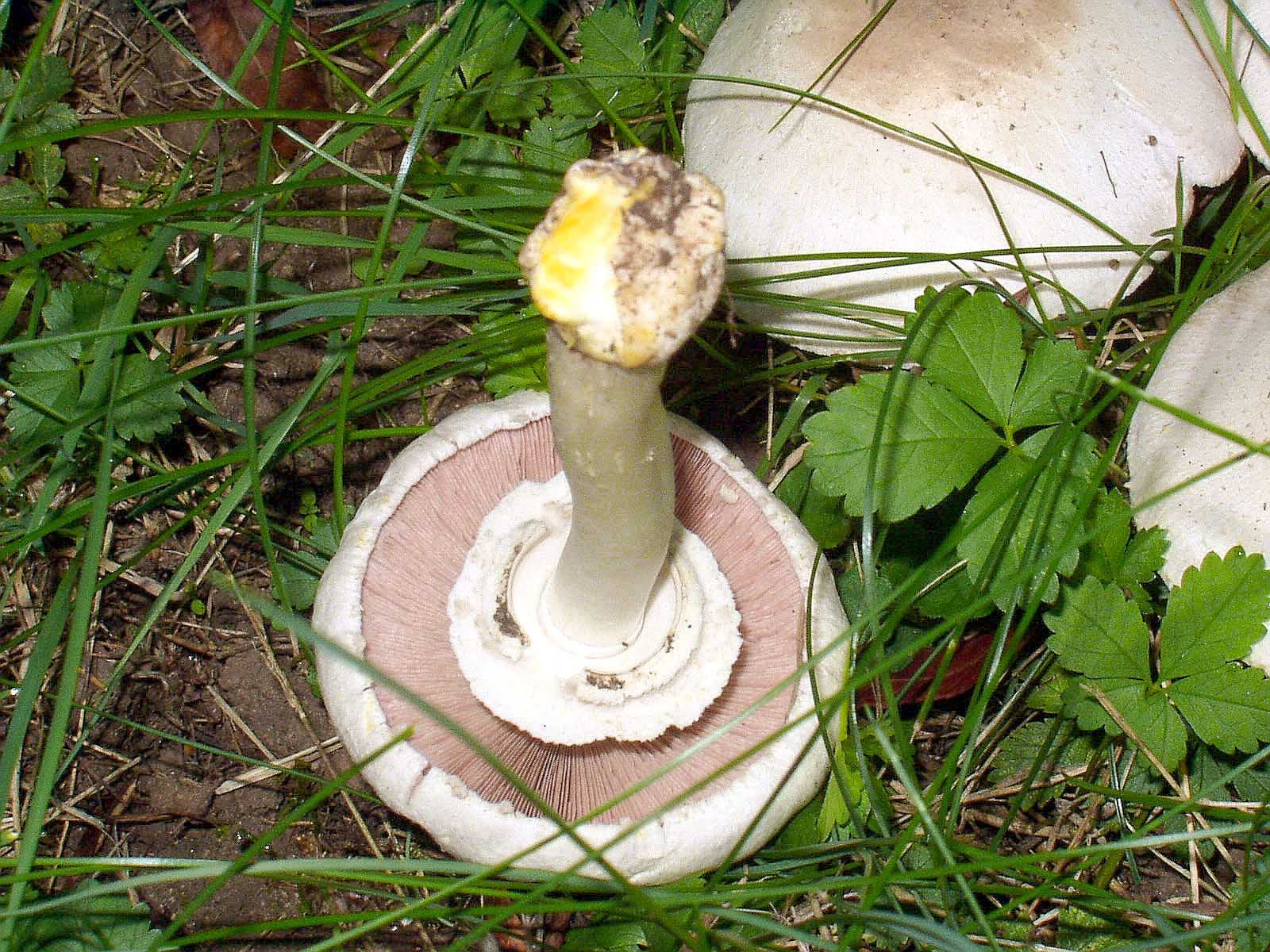
Karbol-Champignon von der Unterseite mit gilbender Stielknolle

### Makroskopische Merkmale
Der Hut erreicht einen Durchmesser von 5 bis 14 Zentimetern und ist weiß bis weißlich gefärbt; in der Mitte kann sich eine bräunlich getönte Zone befinden. Jung ist der Hut in der Mitte oft abgeflacht, so dass er im Querschnitt fast trapezförmig (im Seitenaspekt „quadratschädelig“, auch hierin ähnlich wie der Schaf-Egerling) erscheint. Die Oberfläche ist normalerweise ungeschuppt und kann bei Trockenheit in radialer Richtung einreißen; es gibt jedoch auch grau oder braun geschuppte Exemplare. Die gedrängt stehenden Lamellen sind im jungen Stadium fleischfarben oder rosa getönt. Im Alter färben sie sich durch die reifenden Sporen immer stärker braun, zuletzt schokoladenbraun.
Das Fleisch ist weiß und läuft bei Berührung, vor allem in der Stielbasis, chromgelb an.

### Mikroskopische Merkmale
Die Sporen sind elliptisch und haben eine Größe von 5,5–6,5 × 3,5–4,5 Mikrometern. Die Cheilozystiden sind gestielt-kopfig geformt.

## Artabgrenzung
Schwierig ist vor allem die Unterscheidung vom Schaf-Champignon (u. a. auch Weißer Anis-Champignon genannt), der ebenfalls gilbendes Fleisch besitzt. Darüber hinaus kann der typische Karbolgeruch beim Karbol-Champignon nur schwach ausgeprägt sein. Dieser Geruch entfaltet sich besonders, wenn die Lamellen oder die Stielbasis zerrieben werden. Weiterhin ist das Gilben des Schaf-Champignons am gesamten Fruchtkörper etwa gleich stark ausgeprägt und nicht wie beim Karbol-Champignon verstärkt in der Stielbasis. Von weiteren essbaren Champignons wie dem Wiesen-Champignon oder dem Stadt-Champignon, die rötendes Fleisch besitzen, unterscheidet sich der Karbol-Champignon durch das gilbende Fleisch. Die Abgrenzung anhand des sich gelb verfärbenden Anschnitts gelingt nicht immer zuverlässig, und auch der charakteristische Phenolgeruch ist im rohen Zustand mitunter schwer wahrnehmbar. Beim Kochen hingegen färbt sich der Pilz deutlich gelb und verströmt einen intensiven Phenolgeruch.

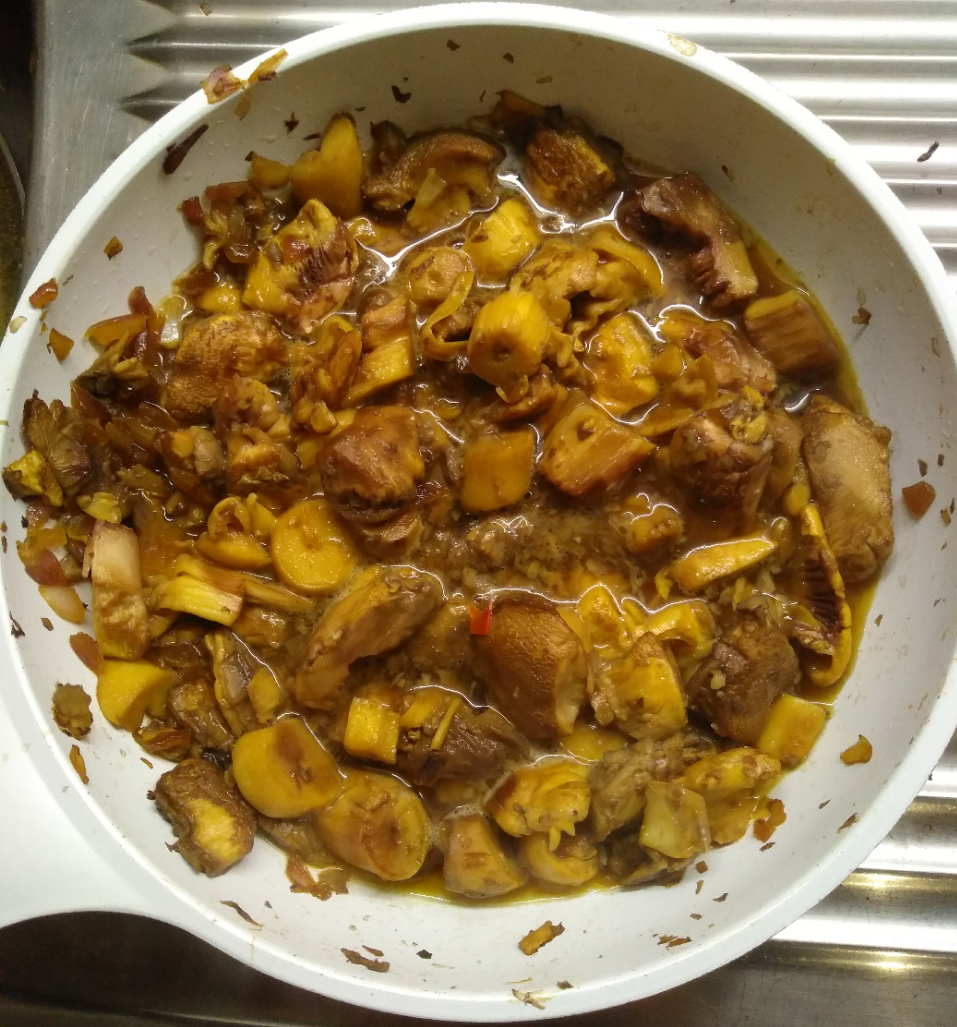
Gekochter Karbol-Champignion. Durch Oxidation mit dem Luftsauerstoff wandelt Xanthodermin sich in seine gelbe Form um und aus Leukoagaricon wird durch Oxidation gelbes Agaricon. Dazu ist intensiver Phenolgeruch wahrnehmbar.

## Ökologie und Phänologie
Der Karbol-Champignon wächst in Wäldern, auf Wiesen, in Parks und Gärten. Er ist häufig und von Mai bis Oktober anzutreffen.

## Toxikologie
Der Karbol-Champignon ist schwach giftig. Vergiftungen führen, manchmal schon kurz nach dem Genuss, zu heftigem Erbrechen und Durchfall, in schweren Fällen auch zu Schwindel und Sehstörungen. Dort, wo der Pilz häufig ist, zum Beispiel im Rheintal, sind Vergiftungen mit dem Karbol-Champignon die häufigste Ursache von Pilzvergiftungen. Als Gifte bisher gefunden wurden Phenol sowie Diazo- und Hydrazin-Verbindungen (z. B. Agaricon, Xanthodermin, Hydroxy-Benzol-Diazonium Ion).